# Hemarthria pratensis
Hemarthria pratensis là một loài thực vật có hoa trong họ Hòa thảo. Loài này được (Balansa) Clayton mô tả khoa học đầu tiên năm 1970.